# Cyrtopodion heterocercum
Cyrtopodion heterocercum este o specie de șopârle din genul Cyrtopodion, familia Gekkonidae, descrisă de Blanford 1874. A fost clasificată de IUCN ca specie cu risc scăzut. Conform Catalogue of Life specia Cyrtopodion heterocercum nu are subspecii cunoscute.